# Provincia de Tunceli
Tunceli o Dersim, en kurdo, es una de las 81 provincias en que está dividida Turquía, administrada por un Gobernador designado por el Gobierno central. La capital es la ciudad homónima.

## Historia
La historia de la provincia se remonta a la Edad Antigua. Claudio Ptolomeo la mencionó como Daranalis y, al parecer, anteriormente se la llamó Daranis.
El área que se convertiría en la provincia de Dersim formaba parte de Urartu, Media, el Imperio aqueménida y la región armenia mayor de Sofene. Sofene fue luego disputada por los imperios romano y parto y por sus respectivos sucesores, los imperios bizantino y sasánida. Los árabes invadieron en el siglo VII y los turcos selyuquíes en el siglo XI.
A finales del siglo XIX, la región, llamada Dersim, se incluyó en el Sanjacado otomano (subprovincia) de Hozat, incluida la ciudad y el Mamuret-ul-Aziz Vilayet (ahora Elazığ), con la excepción de distrito actual de Pülümür, que estaba en el vecino sanjacado de Erzincan, entonces parte del Erzurum Vilayet. Este estado continuó durante los primeros años de la República de Turquía, hasta 1936 cuando el nombre de la provincia ("Dersim") se cambió a Tunceli, literalmente 'la tierra de bronce' en turco después de los brutales eventos de la rebelión de Dersim.